# Arenas Valley (Nuevo México)
Arenas Valley es un lugar designado por el censo ubicado en el condado de Grant en el estado estadounidense de Nuevo México. En el Censo de 2010 tenía una población de 1522 habitantes y una densidad poblacional de 144,31 personas por km².

## Geografía
Arenas Valley se encuentra ubicado en las coordenadas 32°46′36″N 108°12′7″O / 32.77667, -108.20194. Según la Oficina del Censo de los Estados Unidos, Arenas Valley tiene una superficie total de 10.55 km², de la cual 10.55 km² corresponden a tierra firme y (0%) 0 km² es agua.

## Demografía
Según el censo de 2010, había 1522 personas residiendo en Arenas Valley. La densidad de población era de 144,31 hab./km². De los 1522 habitantes, Arenas Valley estaba compuesto por el 86.47% blancos, el 0.46% eran afroamericanos, el 1.05% eran amerindios, el 0.2% eran asiáticos, el 0% eran isleños del Pacífico, el 7.62% eran de otras razas y el 4.2% pertenecían a dos o más razas. Del total de la población el 51.38% eran hispanos o latinos de cualquier raza.